# 松永邦久
松永 邦久（まつなが くにひさ、1944年9月25日 - ）は、日本のフリーアナウンサー。埼玉県大宮市（現在のさいたま市大宮区）出身。キャスト・プラス所属。血液型AB型。実弟は元HBCアナウンサーで株式会社マツプロ松永 代表取締役の松永俊之。
にこやかな笑顔と堅実な態度で「報道のTBS」といわれる一時代を築いた人物の一人でもある。

## 略歴
- 開成高等学校を経て、早稲田大学法学部卒業。
- 1968年4月 - TBSに入社[2][3]。
- 2002年2月1日 - クリエイティブ・メディア・エージェンシーに出向[4]。
- 2004年9月 - TBSを定年退職[5]。
- 2008年 - クリエイティブ・メディア・エージェンシー常務取締役を退任。
- 2009年 - TBSアナウンススクール事務局長を退任。

## 人物
TBSに入社、アナウンサー13期生として放送界にデビュー、アナウンサーとしては主にニュース、報道番組を担当、番組キャスターやあさま山荘事件（1972年）、フィリピン・ルバング島の小野田寛郎元少尉捜索（1973年）、成田空港開港（1978年）、昭和天皇崩御（1989年）と、現場中継取材を多数担当し、この間、報道局政治部記者も経験、野党クラブ･キャップ、選挙報道番組ディレクター、総理・各党党首外遊の同行取材も担当した。1996年6月19日、総務局審査部専任部長となりアナウンス職を離れてからは、人事労政局診療所事務長（1999年2月1日）などを歴任。2002年2月1日、クリエイティブ・メディア・エージェンシーに出向。2004年TBSを定年退職後は、クリエイティブ・メディア・エージェンシー（現・キャスト・プラス）常務取締役（2008年まで）の他にTBSアナウンススクール事務局長（2009年まで）、跡見学園女子大学短期大学部講師も務めていた。

## 出演番組
- パックインミュージック 第2部（1970年4月 - 9月、TBSラジオ）土曜（金曜深夜）[6][7]
- テイチクアワー（TBSラジオ）[6]
- 週間ニュース特集（1978年、TBSテレビ）[7]
- JNNニュース（TBSテレビ）
- 日曜ニュースクラブ（1988年、TBSラジオ）→ サンデー・ニュース&スポーツ[7]
- JNNおはようニュース&スポーツ（1989年、TBSテレビ）[6][7]
- 日本人初!宇宙へ（1990年12月2日、TBSテレビ）[10] - ロシア（旧ソ連）宇宙管制センターからの取材中継を全般にわたって務める。
- JNNニュースコール（1992年、TBSテレビ）[6][7]
- サンデー･スポーツパラダイス（1992年、TBSラジオ）[6][7]
- JNNニュース1130 （1996年4月 - 5月、TBSテレビ）[7]
- TBSラジオニュース（TBSラジオ）金曜夜→土曜朝宿直担当ニュースデスク・「5時のニュース」、「土曜朝イチエンタ。堀尾正明+PLUS!」内。土曜夜→日曜朝宿直交互担当ニュースデスク・「20時55分のニュース」、「プレシャスサンデー」内
- 水戸黄門第43部（TBSテレビ）解説放送ナレーション
- 好好!キョンシーガール〜東京電視台戦記〜 （テレビ東京）第3話・魁!歌謡SHOW!司会 役